# Unity Band
Unity Band från 2012 är ett musikalbum med gitarristen Pat Metheny.
Albumet erhöll 2013 en Grammy Award för ”Best Jazz Instrumental Album”. Det var Methenys tjugonde Grammy.

## Låtlista
All musik är skriven av Pat Metheny.
1. New Year – 7:37
2. Roofdogs – 5:33
3. Come and See – 8:29
4. This Belongs to You – 5:21
5. Leaving Town – 6:24
6. Interval Waltz – 6:27
7. Signals (Orchestrion Sketch) – 11:27
8. Then and Now – 5:57
9. Breakdealer – 8:34

## Medverkande
- Pat Metheny – gitarrer, orchestrion
- Chris Potter – tenorsax, basklarinett, sopransax
- Ben Williams – kontrabas
- Antonio Sanchez – trummor

## Listplaceringar
| Lista (2012)  | Topplacering |
| ------------- | ------------ |
| Portugal      | 26           |
| Norge         | 36           |
| Spanien       | 47           |
| Tyskland      | 65           |
| Nederländerna | 69           |
| Österrike     | 75           |
| Belgien       | 131          |
| Frankrike     | 171          |